# Synagoga Buffault
Synagoga Buffault je synagoga v 9. obvodu v Paříži v ulici Rue Buffault č. 28, po které nese své jméno. Byla postavena portugalskými židy, kteří patřili k sefardským židům. V roce 1877 byla vysvěcena.

## Historie
V 19. století se židovské obce Alsaska-Lotrinska, jichž členové, tak jako i přistěhovalci z východní Evropy, patřili mezi aškenázské židy, znažily prosadit společný rituál se sefardskými židy pocházejícími především z Portugalska a Středomoří. Jako společná synagoga sloužila Velká synagoga v Rue de la Victoire. Nicméně obě skupiny se nemohly dohodnout, kde by se měla v synagoze nacházet bima, proto se portugalští židé rozhodli postavit v blízkosti Velké synagogy svou vlastní. Na rozdíl od Velké synagogy a Synagogy Tournelles neobdrželi od města Paříže žádnou finanční podporu, takže náklady na nákup pozemku a výstavbu museli uhradit sami. Za tímto účelem byla založena společnost, která vydala 4000 podílových listů po 100 francích. Stavební práce začaly v roce 1876 a o rok později byla synagoga vysvěcena. Dnes slouží židům, kteří se po druhé světové válce přistěhovali ze severní Afriky.

## Architektura
Autorem synagogy je architekt Stanislas Ferrand. Synagoga má 600 míst pro muže a 300 pro ženy na galerii. Její stavební styl je ovlivněn Velkou synagogou a Synagogou Tournelles, takže připomíná románský sloh. Fasáda vysoká 22,50 m je ukončena deskami s desaterem, v jejím středu je rozeta s 12 paprsky, které odkazují na 12 izraelských kmenů. Kolem rozety je v půlkruhu šest malých kulatých oken, pod nimiž je hebrejský nápis „Požehnaný budeš vcházeje, požehnaný i vycházeje.“ Dt 28, 6 (Kral, ČEP) Vstup tvoří tři arkády, nad nimi je řada slepých arkád.

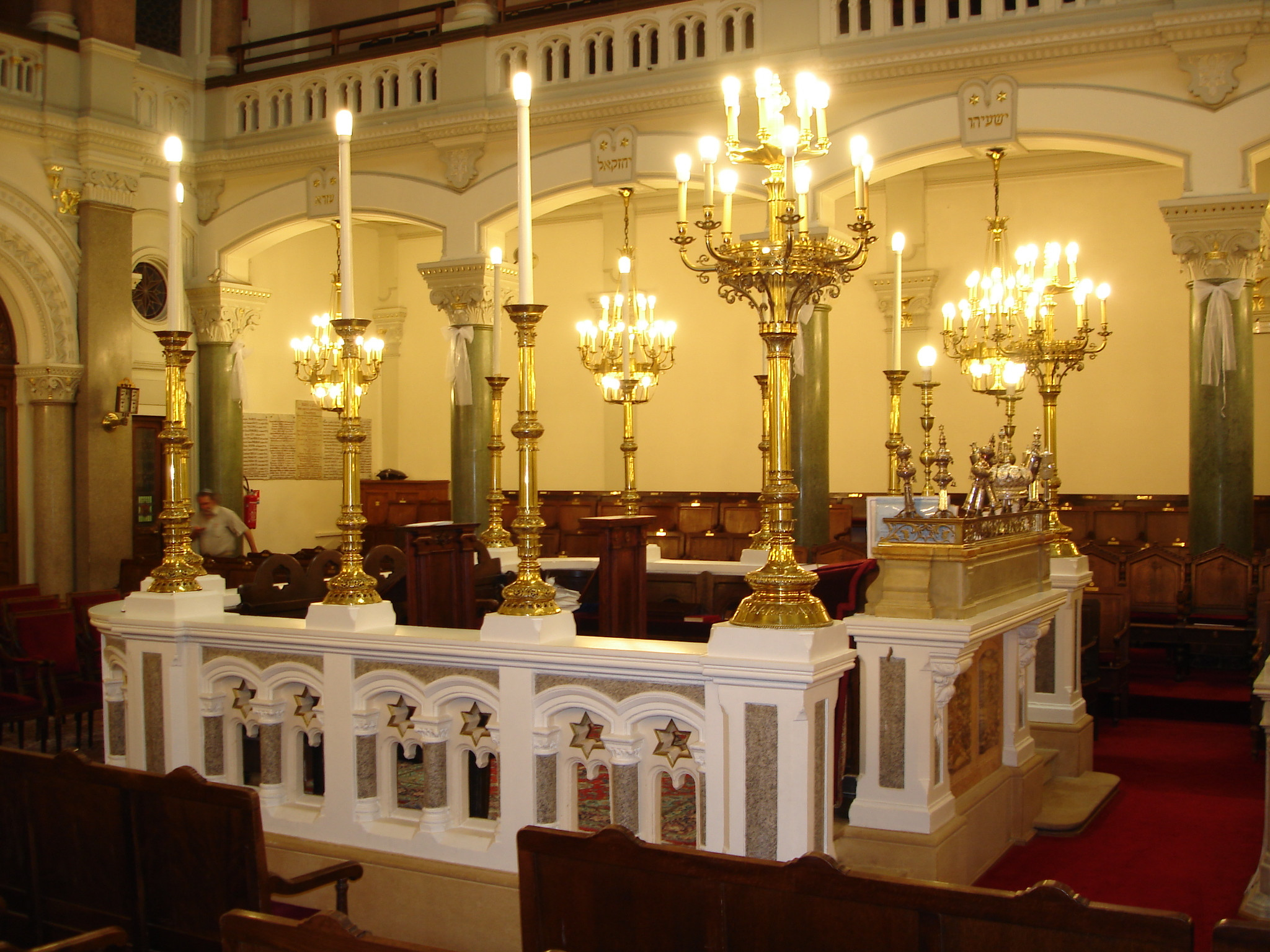
Bima

Tři portály opatřené mřížemi vedou do vestibulu, odkud pokračuje vchod do přízemí synagogy a odkud míří schody na ženskou galerii. Vnitřní prostor je rozdělen na hlavní loď a dvě menší boční lodě. Každou boční emporu nese šest arkád z bílého mramoru, svorníky jsou ve formě desek s desaterem a nesou biblická jména jako Abrahám, Izák, Jákob a Mojžíš, kteří představují významné postavy židovské historie. Na velkém oblouku nad západní emporou se nachází francouzský nápis „Miluj bližního svého jako sebe sama“. Mt 22, 39 (Kral, ČEP) Kolem rozety nad vchodem je nápis počátku modlitby Šema Jisra'el: „Slyš, Izraeli, Hospodin je náš Bůh, Hospodin jediný“. Dt 6, 4 (Kral, ČEP)
Uprostřed lodi na nachází bima. Je obklopena balustrádou s velkými svícny a je neobvykle široká, takže lavice jsou umístěny v podélném směru. Před ní stojí osmiramenný svícen. Kamenné zábradlí bimy má tvar desek s desaterem a je doplněno Davidovou hvězdou. Na východním konci lodě se nachází pod arkádou a za červeným závěsem schránka na tóru. Luneta nad ní je vyzdobena deskami s desaterem, ze kterých vycházejí sluneční paprsky a pronikají skrze mraky.